# Centro Olímpico de BMX
El Centro Olímpico de BMX es un circuito de BMX, construido para los eventos de carreras de BMX de los Juegos Olímpicos de Verano de 2016 en Río de Janeiro, Brasil. Su superficie está cubierta por pista GreenSet. Se construyó teniendo en cuenta la topografía local y los vientos dominantes.